# Tysta Mari (musikgrupp)
Tysta Mari var ett punkband från Stockholm uppkallat efter Tysta Marigången. Medlemmar i bandet var Mike Leetmaa (bas och sång), Adam Nilsson (sång och gitarr), Alex Källåker (trummor) samt Andreas Leetmaa gitarr. Bandet gav 2006 ut EP:n monument. 2008 kom albumet Tjugo minuter över tre, och år 2009 släpptes uppföljaren Sverige Casino. År 2013, strax innan bandet splittrades, släpptes albumet Musiken .